# Francesco Fanciulli
Francesco Fanciulli (Porto Santo Stefano, 29 maggio 1853 – New York, 17 luglio 1915) è stato un direttore di banda e compositore italiano naturalizzato statunitense.
Nel 1876 emigrò negli Stati Uniti, dove dal 1892 al 1897 diresse la United States Marine Band come suo 18° direttore.

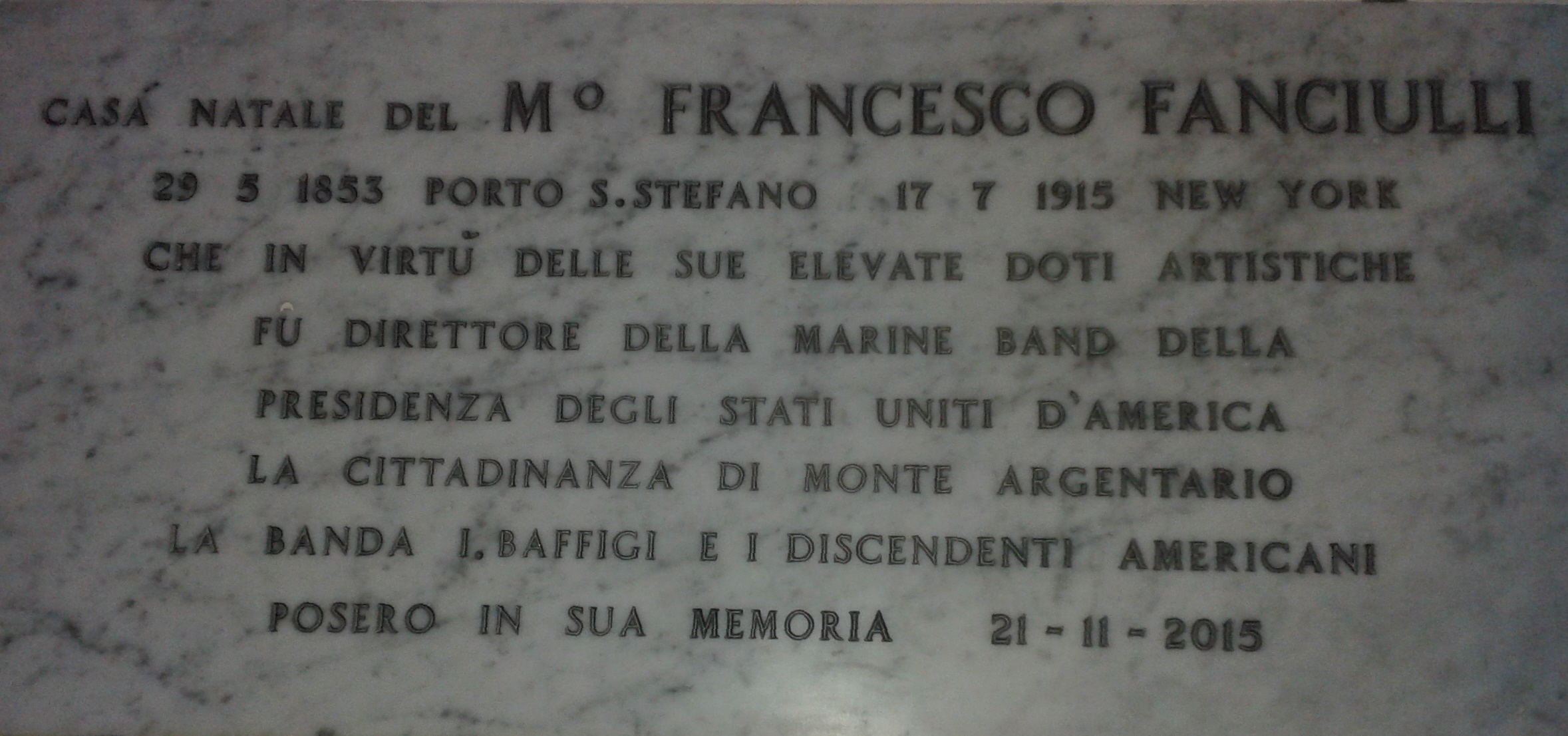
Targa casa natale del maestro Francesco Fanciulli a Porto Santo Stefano.

## Biografia
Francesco Fanciulli nasce a Porto Santo Stefano (Grosseto) nel 1853. Suonando nella banda del paese mostra sin da bambino un tale talento da essere mandato a studiare al Conservatorio di Firenze, dove ottiene il diploma in cornetta.
A soli vent'anni è già primo cornettista a Teatro La Pergola di Firenze, e nel 1875 è nell'orchestra del Politeama Fiorentino. Viene scritturato anche come direttore d'orchestra al Teatro Goldoni, al Politeama e al Teatro Nazionale. Gira l'Italia facendosi conoscere come un virtuoso del corno e giovane direttore d'opera e compositore.
Nel 1876 emigra negli Stati Uniti con un ingaggio di maestro di musica privato per una ricca famiglia newyorchese. Arrivato a New York il 24 settembre 1876, inizia a lavorare anche come organista alla St. Peter's Church a Brooklyn e come insegnante di pianoforte e canto. Scrive pezzi per la Band di Patrick Gilmore, tra cui un brano trascritto dalla sua prima opera The Voyage of Columbus che Gilmore descriverà come "il più bel brano di musica descrittiva mai scritto". Queste grandi pezzi di musica descrittiva, eseguiti da una banda famosa, rendono la sua musica popolare. Nel 1885, anno in cui è naturalizzato americano, Fanciulli diventa direttore principale dell'orchestra newyorchese della Mozart Musical Union, e nei primi anni '90 viene chiamato come direttore della Lillian Durell Opera Company di Boston.
La fama che lo accompagna come direttore di banda gli procura nel 1892 l'onore e l'onere di successore di John Philip Sousa alla guida della United States Marine Band a Washington, DC. Fanciulli è il quarto italiano a ricoprire il ruolo di direttore della prestigiosa Band, dopo Venerando Pulizzi (1816-17; 1818-27), Joseph Lucchesi (1844-46) e Francis M. Scala (1855-71). Il posto gli garantisce grande notorietà e visibilità pubblica, ma vincere il confronto con Sousa, più che mai ricco e famoso con la sua propria Band, non è impresa facile. Fanciulli riceve ampi elogi di critica e di pubblico nel suo primo concerto con la Marine Band il 20 gennaio 1893 e nel febbraio dello stesso anno riesce a respingere la concorrenza della banda di Sousa e ad assicurarsi che sia la sua Band a presiedere all'inaugurazione della presidenza di Grover Cleveland. Sotto la sua guida la Banda si aggiudica premi prestigiosi come quello di Hampton Roads (Virginia), vinto nel 1893 in occasione di un raduno internazionale delle più importanti bande militari americane ed europee. È ancora Fanciulli a dirigere la Banda all'inaugurazione della tomba di Grant il 25 aprile 1897. Fanciulli compone brani popolari e dirige affollati concerti, ma l'ombra del vulcanico predecessore resterà sempre difficile da gestire anche per un musicista di talento come lui. Nel corso di una parata per le strade della capitale il 1º giugno 1897, Fanciulli, che esegue di regola la musica di Sousa ma alternandola su un piano di parità con la propria musica, si oppone alla richiesta di un superiore di ripetere ancora una volta una marcia di Sousa, alterando così l'ordine previsto dei pezzi. La discussione degenera in una lite. Accusato di insubordinazione, Fanciulli è consegnato in caserma agli arresti domiciliari. La storia finisce sulla stampa e lo stesso Presidente Grover Cleveland deve intervenire perché Fanciulli sia rilasciato e possa accompagnarlo con la banda il giorno successivo in occasione di un importante discorso a Filadelfia. Quando però Fanciulli torna a Washington, una commissione d'inchiesta della Marina lo trova colpevole di "aver disobbedito a un ordine legittimo, di aver usato un linguaggio irrispettoso verso un ufficiale, e di una condotta pregiudiziale per lo svolgimento del suo servizio con ordine e disciplina." Solo l'intervento del Segretario della Marina, Theodore Roosevelt, mitiga gli effetti della sentenza. Fanciulli riprende il suo posto, ma il 27 ottobre 1897 il Quartier Generale della Marina annuncia che il suo incarico non sarebbe stato rinnovato.
Fanciulli ritorna a New York, come direttore della Band del 71º Reggimento della National Guard, con la quale nel 1901 partecipa alla Pan-American Exposition di Buffalo. Nel 1904 lascia l'esercito, crea una banda di professionisti civili, la Fanciulli's Concert Band, ed intraprende un tour negli States, che però si conclude l'anno seguente essendo i suoi costi di gestione rivelatisi troppo onerosi. Per cinque stagioni la Fanciulli's Concert Band continua la sua attività a New York, tenendo concerti di grande richiamo al Central Park.
Fanciulli continua a comporre e a dirigere fino alla sua morte, avvenuta nel 1915 al German Hospital a New York dopo una grave malattia. È sepolto al Woodlawn Cemetery nel Bronx, New York. Le sue carte e manoscritti sono custoditi al Lincoln Center, New York Public Library.

## Composizioni
Fanciiulli rimane famoso soprattutto per i suoi brani per banda, tra cui i celebrati Trip to Mars, A Trip to Manhattan Beach, e The National Patriot. Fu anche compositore di opere e operette. La sua prima opera, The Voyage of Columbus fu completata nel 1876 durante il suo viaggio per l'America con l'intenzione di presentarla alla Metropolitan Grand Opera Competition, concorso al quale tuttavia scoprì che non erano ammessi musicisti stranieri. Dopo l'insuccesso dell'opera Malinche, Fanciulli ebbe maggior fortuna con Priscilla: The Maid of Portsmouth, basata su un racconto di H. W. Longfellow che fu rappresentata in svariate occasioni. Fanciulli scrisse anche due opere di carattere comico, The Maid of Paradise e The Interpreter.

### Marce e altri pezzi per banda
- A Day With Teddy's Terrors
- A Trip to Manhattan Beach
- A Trip to Mars
- Civic Fame March
- Fantasie Allegoric of New York Under Various Governments
- From Italy to America
- Gilmore's Band Tour in Europe
- Grand March Inaugural
- March of Progress
- Marine Band March
- Old Glory March
- Our National Patrol
- Romaine Waltzes
- Salve Regina
- Savoria, grand march
- Starving Innisfail
- The Electric Century
- The Evening Star March
- The Examiner's March
- The Florida Special March
- The Man from Maine
- The March to Creedmoor
- The Old Time Singing School
- The Stricken City
- Troop A (The President's Guard) March
- U.S.S. Massachusetts March
- With Dewey at Manila

### Opere
- The Voyage of Columbus (1876)
- Malinche
- Priscilla (Norfolk, Virginia, 1901)
- Sultana
- Daisy's Chain
- Gabriel de Montgomery
- A Maid of Paradise